# Церква Покрови Пресвятої Богородиці (Травотолоки)
Церква Покрови Пресвятої Богородиці в Травотолоках — парафія і храм ПЦУ в селі Травотолоках Зборівської громади Тернопільського району Тернопільської области України. Пам'ятка архітектури місцевого значення.

## Історія церкви
1909 року збудовано мурований храм, який був дочірньою церквою в с. Зарудді Зборівської громади Тернопільського району. [1927] року вона згадувалася окремо, але обслуговувалася й надалі священниками зі згаданого села.
Кількість парафія: 1832 — 132, 1844 — 155, 1854 — 145, 1864 — 213, 1874 — 187, 1884 — 176, 1894 — 248, 1904 — 301, 1914 — 340.

## Парохи
- о. Микола Стеткевич (1909—1920)
- о. Олександр Задорожний (1920—[1924])
- о. Теодор Була (1925—1927, адміністратор)
- о. Йосиф Дерлиця (1927—1929)
- о. Стефан Ксабурський (1930—1932)
- о. Василь Домкович (1932—1937, адміністратор)
- о. Микола Капсій (1937—[1939], адміністратор)
- о. Павло Коваль (1942—1946, адміністратор)
- о. Петро Жовток — нині[2].